# آن هافن مورغان
آن هافن مورغان (بالإنجليزية: Ann Haven Morgan) هي عالمة أسماك وعالمة طيور وعالمة نبات وعالمة حشرات أمريكية، ولدت في 6 مايو / أيار 1882 في Waterford, Connecticut ‏ في الولايات المتحدة، وتوفيت في 5 يونيو/حزيران 1966 في South Hadley, Massachusetts ‏ في الولايات المتحدة.

## سيرة شخصية
كانت آن مورجان إحدى أبناءٍ ثلاث لستانلي جي. مورجان وجوليا أ. دوغلاس مورغان، ولدت في «ووترفورد» (بالإنجليزية: Waterford) بولاية كونيتيكت (بالإنجليزية: Connecticut) الأمريكية، وحضرت معهد ويليامز التذكاري في «نيو لندن» - كونيكتيكت. في عام 1902 انضمت آنا إلى كلية ويليسلي ثم انتقلت إلى جامعة كورنيل. بعد حصولها على درجة البكالوريوس (B.A) في العام 1906 عملت كمساعدةٍ ومعلمةٍ في قسم علم الحيوان في كلية ماونت هوليوك حتى العام 1909. حصلت على درجة الدكتوراة من جامعة كورنيل عام 1912 بأطروحةٍ بعنوان «مساهمة في بيولوجيا ماي فلاي» (بالإنجليزية: A Contribution to the Biology of the May-fly)،
 وأصبحت من بعد ذلك أستاذةً في كلية "ماونت هوليوك". في عام 1914 عينت «آن مورغان» أستاذةً مشاركةً، ثم أستاذةً متفرغةً (بالإنجليزية: Professor) في عام 1918. من عام 1916 إلى عام 1947 شغلت كرسي رئاسة قسم علم الحيوان في كلية «ماونت هوليوك» (بالإنجليزية: Mount Holyoke College)، وإلى أن تقاعدت. خلال هذه الفترة -وفي أشهر الصيف- كانت تقوم أيضاً بتدريس علم الحيوان البحري في مختبر «وودز هول» البحري البيولوجي. توفيت بمرض سرطان المعدة في جنوب هادلي - ولاية ماساتشوستس الأمريكية.

ركزت أبحاثها وتعليماتها على «علم المياه العذبة» (بالإنجليزية: Limnology)، وسبات الحيوانات (بالإنجليزية: Hibernation)، والقضايا البيئية. عملت على تأليف ثلاثة كتب في «علم الحيوان» (بالإنجليزية: Zoology). وقد أدرجتها طبعة عام 1933 من «شخصيات أمريكية في العلم» (بالإنجليزية: American Men of Science) مع امرأتين أخريتين من بين إجمالي مئتين وخمسين مدخلاً.
 حصلت على زمالاتٍ بحثيةٍ من «الجمعية الأمريكية لتقدم العلوم» و«مؤسسة روكفلر» و«الأكاديمية الوطنية للعلوم».

## ثبت المؤلفات
* «قرابة الحيوان والإنسان» (1955).
* «الكتاب الميداني للحيوانات في الشتاء» (1939).
* «الكتاب الميداني للبرك والجداول: مقدمة في حياة المياه العذبة» (1930).